# فرانسیس ام. باتور
فرانسیس میشل باتور (انگلیسی: Francis Michel Bator؛ مجاری: Bátor Ferenc؛ ۱۰ اوت ۱۹۲۵ – ۱۵ مارس ۲۰۱۸) یک اقتصاددان و سیاست‌مدار مجارستانی-آمریکایی بود. او استاد ممتاز دانشکده اقتصاد سیاسی هاروارد کندی بود. او در بوداپست مجارستان به دنیا آمد. باتور در مؤسسه فناوری ماساچوست تحصیل کرد و در سال ۱۹۵۶ مدرک دکترا گرفت. او از سال ۱۹۶۵ تا ۱۹۶۷ قائم‌مقام مشاور امنیت ملی ایالات متحده بود. او همچنین دستیار ویژه رئیس‌جمهور لیندون بی. جانسون بود.
فرانسیس اِم. باتور استاد بازنشسته اقتصاد سیاسی در دانشکده دولتی کندی هاروارد بود جایی که او رئیس مؤسس برنامه سیاست عمومی دانشکده و مدیر مطالعات آن بود. او قبل از آمدن به هاروارد در سال ۱۹۶۷ به عنوان معاون مشاور امنیت ملی رئیس‌جمهور لیندون بی. جانسون خدمت می‌کرد و روابط ایالات متحده و اروپا و سیاست‌های اقتصادی خارجی را پوشش می‌داد. به مناسبت خروج او از کاخ سفید، اکونومیست لندن مقاله‌ای را درباره خدمات وی با عنوان «دستیار اروپا» منتشر کرد.
وی همچنین برندهٔ جوایزی همچون کمک‌هزینه گوگنهایم شده است.